# Jewell Junction (Iowa)
Jewell Junction es una ciudad ubicada en el condado de Hamilton en el estado estadounidense de Iowa. En el Censo de 2010 tenía una población de 1215 habitantes y una densidad poblacional de 117,37 personas por km².

## Geografía
Jewell Junction se encuentra ubicada en las coordenadas 42°18′37″N 93°38′20″O / 42.31028, -93.63889. Según la Oficina del Censo de los Estados Unidos, Jewell Junction tiene una superficie total de 10.35 km², de la cual 10.03 km² corresponden a tierra firme y (3.08%) 0.32 km² es agua.

## Demografía
Según el censo de 2010, había 1215 personas residiendo en Jewell Junction. La densidad de población era de 117,37 hab./km². De los 1215 habitantes, Jewell Junction estaba compuesto por el 95.23% blancos, el 0.08% eran afroamericanos, el 0% eran amerindios, el 1.15% eran asiáticos, el 0% eran isleños del Pacífico, el 2.22% eran de otras razas y el 1.32% pertenecían a dos o más razas. Del total de la población el 4.36% eran hispanos o latinos de cualquier raza.